# Macroderes minutus
Macroderes minutus là một loài bọ cánh cứng trong họ Bọ hung (Scarabaeidae).